# Ženské pomocné pozemní sbory
Ženské pomocné pozemní sbory (anglicky: Auxiliary Territorial Service, zkráceně ATS) byl ženský pomocný sbor britské armády během druhé světové války. Byl založen dne 9. září 1938, původně jako dobrovolnická služba pro ženy, do jeho čela byla jmenována princezna Marie, hraběnka z Harewoodu, dcera krále Jiřího V. Jednotka existovala do 1. února 1949, kdy byl vytvořen samostatný Ženský královský armádní sbor.

## Historie

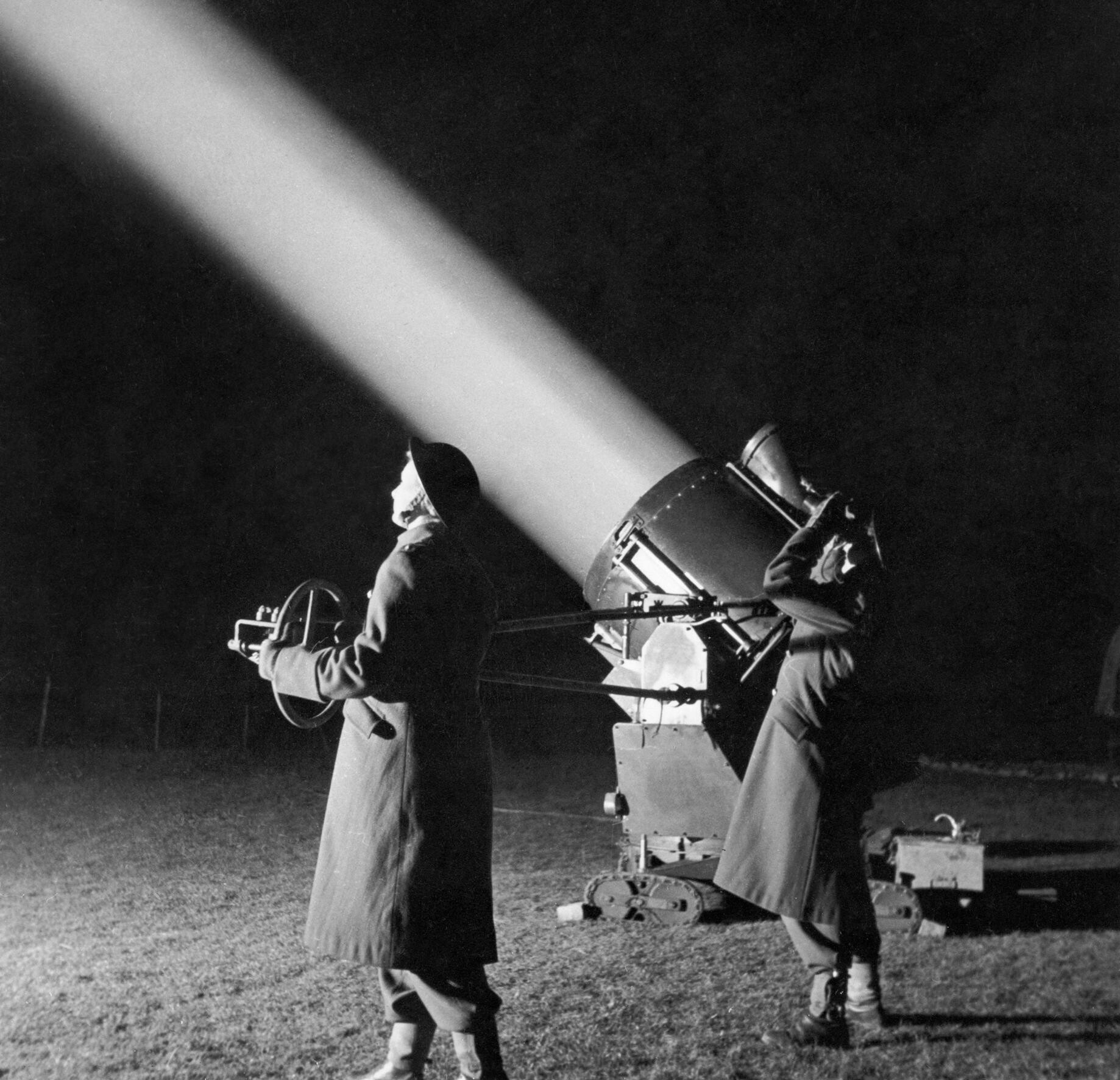
Dvě členky jednotky ATS při obsluze protileteckého světlometu

ATS měla své kořeny v Ženském pomocném armádním sboru (Women's Auxiliary Army Corps, WAAC), který byl vytvořen během první světové války v roce 1917 jako dobrovolná služba. Její členky působily v řadě zaměstnání, včetně úřednic, kuchařek, telefonistek či servírek. WAAC byl rozpuštěn po čtyřech letech v roce 1921.
Před druhou světovou válkou se vláda rozhodla zřídit nový sbor pro ženy a poradní sbor, který zahrnoval příslušnice britské Pozemní armády (Territorial Army), sekce Dopravní služby žen (Women's Transport Service, FANY) a Ženské legie (Women's Legion). Vznikla tak roku 1938 jednotka ATS, následně připojena k Pozemní armádě a ženy ve službách obdrží dvě třetiny platu mužských vojáků. Organizačně byla jednotka velmi podobná mužským, například systém hodností byl však kompletně změněn.
Pod ATS sloužila velká většina žen v britské armádě. Výjimkou byly zdravotní sestry, které příslušely k Císařské vojenské ošetřovatelské službě královny Alexandry (QAIMNS), dále lékařské a zubní důstojnice, které byly pověřeny přímo do armády a zastávaly armádní hodnosti, a ženy, které zůstaly ve FANY, známé jako Free FANYs. Samostatnou jednotkou byla rovněž WAAF, Ženské pomocné letecké sbory, spadající pod velení Royal Air Force.

## V akci

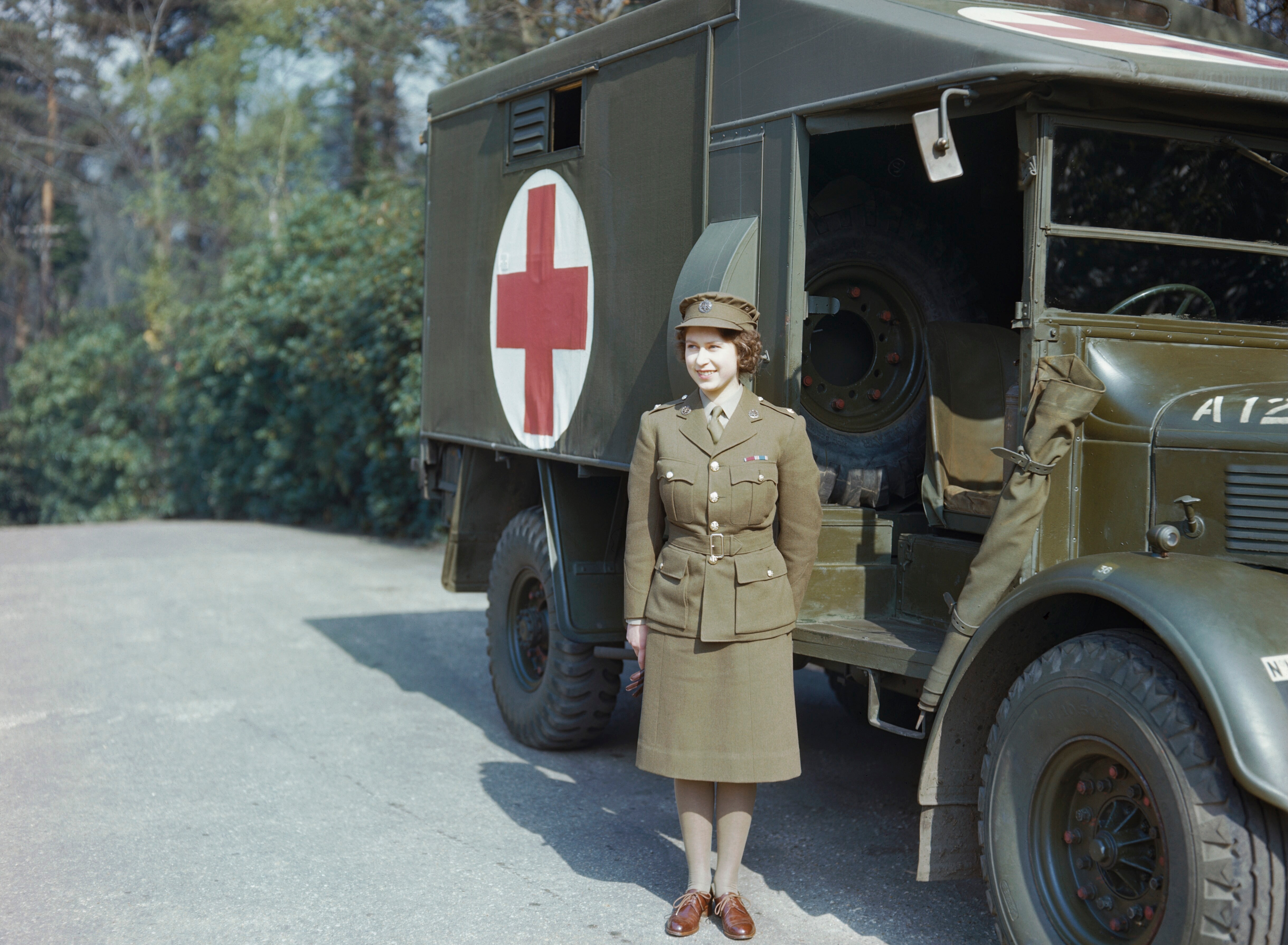
Princezna Elizabeth v uniformě ATS před armádní sanitkou

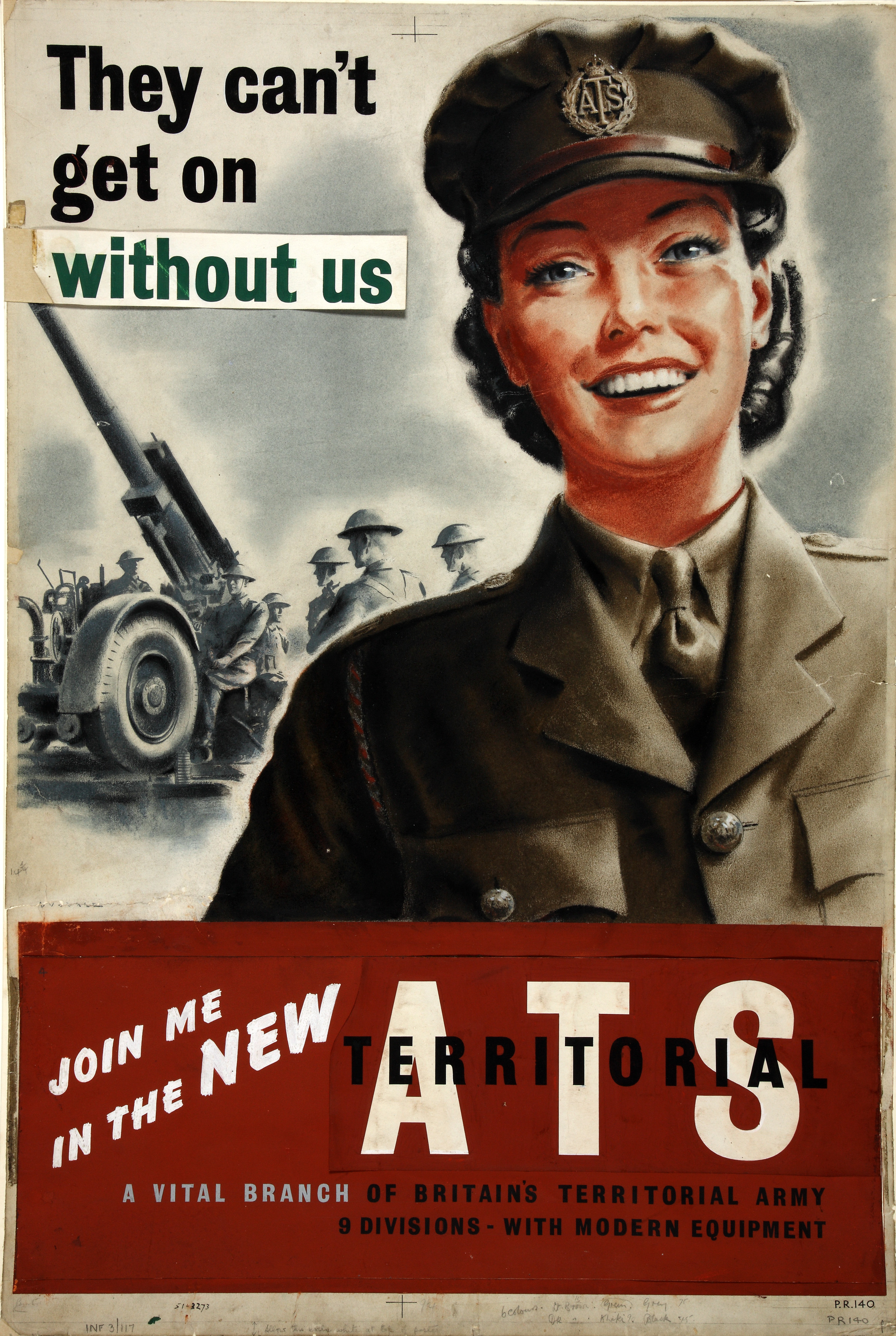
Náborový plakát ATS s protileteckým dělem v pozadí

Členky ATS sloužily primárně na domovských základnách ve Velké Británii, v menší míře pak na ostatních bojištích. Vedle pomocných úkolů mimo přímou bojovou akci (úřednice, telefonistky, operátorky radarů, řidičky nákladních vozidel, mechaničky automobilů či tanků) se podílely například také při protiletecké obraně Británie při náletech Luftwaffe.
Mezi známé členky ATS patřila Mary Churchill, nejmladší dcera předsedy vlády Winstona Churchilla, princezna Mary, která jednotku vedla, nebo princezna (později královna) Elizabeth, nejstarší dcera krále Jiřího VI., která byla vycvičena jako řidička nákladního automobilu a mechanička. 

### Československé příslušnice
Podobně jako v jiných britských jednotkách muži, i do ATS (či WAAF) se přihlásila řada československých občanek. Velkou část z nich tvořily členky židovské komunity v britské Palestině, ať již zde usídlené, či nuceně vystěhované kvůli záboru ČSR nacistickým Německem. Byly zařazeny na misích v Egyptě pod velením 8. britské armády, která na severoafrické frontě bojovala proti jednotkám německého Afrikakorpsu a italských expedičních sborů. Jednotka byla umístěna v týle, v Tel-el-Kebiru, a plnila především transportní konvojové jízdy s materiálem, mj. mezi přístavem Port Saíd u Rudého moře a Alexandrie u Středozemního moře s oblastmi bojů. Velitelkou zdejší jednotky byla původem slovenská Židovka Edita Zochovická, která jako jedna ze dosáhla v rámci nasazení ve druhé světové válce důstojnické hodnosti kapitána. Roku 1946 byla jednotka demobilizována a tyto ženy se povětšinou přes československou diplomatickou misi v Jeruzalémě se pak vrátily do Československa. Po celou válku jich zde sloužilo okolo sto dvaceti.

## Po válce
V době skončení druhé světové války bylo evidováno více než 190 000 členek ATS. Ženy pak nadále v britské armádě sloužily v rámci ATS, stejně jako ve WRNS a WAAF, až do 1. února 1949 byla pak jednotka, spolu s dalšími ženskými armádními sekcemi, sloučena do Ženských královských armádních sborů (Women's Royal Army Corps, WRAC).